# Atenàgores de Siracusa
Atenàgores de Siracusa (en llatí Athenagoras, en grec antic Άθηναγόρας) era un magistral de Siracusa, de qui Tucídides reprodueix un discurs que va fer en nom del partit democràtic expressant l'opinió col·lectiva en el moment que es van conèixer els preparatius d'Atenes per l'expedició a Sicília de l'any 415 aC, que van culminar amb el setge de Siracusa l'any 413 aC. Tenia el càrrec de δήμου προστάτης ("démou prostátes") i les seves funcions eren semblants a les d'un tribú de la plebs a Roma.